# Taxa Tobin
La Taxa Tobin és una proposta d'impost sobre les transaccions financeres (ITF), o sia, un impost sobre el flux de capitals en el món, suggerit a iniciativa de l'economista nord-americà James Tobin l'any 1971, qui va rebre el Premi Nobel d'Economia el 1981, la instauració a nivell internacional de la qual ha estat proposada i impulsada pel moviment ATTAC i per personalitats com Ignacio Ramonet. La seva implantació fou considerada amb motiu de la crisi econòmica de 2008-2010.
El mateix Tobin ha considerat que s'ha abusat del seu nom i la seva idea. El 2011 s'ha tornat a demanar la creació d'un impost a les transaccions financeres, tant des d'autors polítiques i monetàries-Unió Europea-com des d'ONG com Oxfam.
Els moviments per una globalització alternativa opinen que els ingressos que aquest impost produiria podrien ser una important font de finançament per combatre la pobresa al món, però altres, especialment els liberals de l'escola austríaca ho consideren una mesura intervencionista especialment perniciosa com que obstaculitzava el lliure comerç, perjudicant segons ells als països més pobres i presentant enormes dificultats de recaptació, gestió i utilització dels fons.
Tècnicament la Taxa Tobin seria un impost, més que no pas una taxa per bé que s'ha generalitzat amb aquest nom per mimetisme amb altres llengües, Tobin Tax (anglès) i Taxe Tobin (francès).

## Història
El 15 d'agost del 1971, per ordre del president Richard M. Nixon, el dòlar nord-americà va deixar de ser convertible en lingots d'or fins i tot per governs i bancs centrals estrangers. Va ser la fi del sistema de Bretton Woods, i el cop de gràcia al patró or. Amb l'adopció d'un sistema de tipus de canvi flotants i la fi dels controls sobre els moviments de capitals, Tobin va suggerir un nou sistema per a l'estabilitat monetària mundial i va proposar que aquest sistema inclogués una taxa que gravés les transaccions comercials internacionals.
La idea va dormir en un calaix durant més de 20 anys, rebutjada pel mateix Tobin, que deia haver estat malinterpretat. No obstant això, el 1997, Ignacio Ramonet, editor de Le Monde Diplomatique, va reimpulsar el debat sobre la creació de la Taxa Tobin i va crear una associació per promoure-la: ATTAC (Associació per la Taxació de les Transaccions i per l'Ajuda als Ciutadans). La taxa s'ha convertit en un assumpte defensat pels grups  altermundistes i ha aconseguit envair el debat polític al carrer i en alguns parlaments i va arribar a ser fins i tot defensada parcialment per l'expresident francès Jacques Chirac. D'altra banda, el recentment creat Banc del Sud, iniciativa del president Hugo Chávez de Veneçuela i l'expresident Néstor Kirchner, preveu, per mantenir la seva autonomia amb respecte als organismes financers internacionals (Banc Mundial, FMI, BID, CAF, entre d'altres) la seva capitalització amb ingressos provinents d'una taxa Tobin introduïda a escala regional.

## La taxa
La Taxa Tobin consisteix a pagar un impost cada vegada que es produeix una operació de canvi entre divises, per frenar el pas d'una moneda a una altra i per, en paraules de Tobin, "tirar sorra als engranatges massa ben greixats" dels mercats monetaris i financers internacionals. La taxa havia de ser baixa, entorn del 0,1%, per penalitzar només les operacions purament especulatives d'anada i tornada a molt curt termini entre monedes, i no a les inversions.
La Conferència de les Nacions Unides sobre Comerç i Desenvolupament (UNCTAD) va concloure que la taxa Tobin permetria recaptar 720.000 milions de dòlars anuals, distribuïbles a parts iguals entre els governs recaptadors i els països més pobres. Per la seva banda, el PNUD afirma que amb el 10% de la suma recaptada seria possible proporcionar atenció sanitària a tots els habitants del planeta, suprimir les formes greus de malnutrició i proporcionar aigua potable a tot el món, i que amb un 3%, s'aconseguiria reduir a la meitat la taxa d'analfabetisme present en la població adulta, universalitzant així mateix l'ensenyament primari.
Encara que la taxa Tobin està orientada a totes les transaccions comercials internacionals, si es considera reduir l'espectre de la seva aplicació, des de l'amplitud del comerç, de l'economia real, al camp exclusiu de les transaccions financeres de caràcter especulatiu, es crearia una important diferència. Hi ha qui opina que la taxa Tobin esdevindria així en un instrument de control de l'activitat especulativa-basada en instruments financers complexos, d'alt risc i alta volatilitat. La crisi econòmica de 2008-2010, provocada per les inversions d'alt risc a llarg termini, finançades amb deute a curt termini, mostren que la taxa Tobin podria convertir-se en un instrument estabilitzador que podria evitar crisis econòmiques.

## Crítiques
Els liberals, entre d'altres, rebutgen la idea perquè afirmen que perjudica especialment els països pobres. Esgrimeixen els següents motius:
1. Aquests moviments ja estan gravats en nombrosos països. Imposar una taxa addicional suposa acceptar que els governs són incapaços de controlar l'evasió fiscal amb impostos, de manera que una nova taxa no és més que una altra confiscació arbitrària. A més, en paraules de Samir Amin:Controlar l'especulació és voler guarir els símptomes sense ocupar-se de les causes de la malaltia ...[11]
2. Una hipòtesi és que la pobresa mai podrà resoldre amb transferències, perquè la pobresa no és un problema de distribució sinó de falta de producció. No està gens clar que els obstacles financers de la taxa Tobin, al final no perjudiquessin finalment als pobres. Almanco, la injecció de les quantitats de capital de les quals es parla, provocaria una inflació catastròfica.
3. Hi ha nombrosos problemes tècnics per recaptar aquest impost, així com per gestionar i repartir el seu producte, activitats que requeririen una enorme (i presumiblement ineficient) maquinària burocràtica.
4. El mercat de transaccions en divises produeix utilitats enormes a les institucions financeres i individus que hi participen. La taxa Tobin ataca aquests moviments de capital, obstaculitzant el lliure comerç i provocant un major aïllament, cosa que no necessiten precisament els països pobres del món.
5. Molts països del Tercer Món tenen lligades les seves febles monedes al dòlar, de manera que si un ciutadà d'aquests països vengués els seus productes, per exemple, a la Unió Europea hauria de canviar, primer, els euros a dòlars (pagant una vegada la Taxa Tobin) i, després, els dòlars a la moneda local (pagant així dues vegades la Taxa Tobin).